# Jeremias Chitunda
Jeremias Kalandula Chitunda, född den 20 februari 1942, död den 2 november 1992, var UNITA:s vicepresident 1986-1992, då han mördades i huvudstaden Luanda, strax efter det angolanska presidentvalet. 